# 辻彩加
辻 彩加（つじ あやか、1981年10月19日 - ）は、日本の元ファッションモデル、実業家。東京都出身。

## 来歴・人物
1997年からモデルとして活躍。芸能事務所フロントに所属。
2013年2月4日に松本山雅FC所属のJリーガー高崎寛之と入籍した。
2018年12月11日、第1子（長男）の誕生を高崎が所属チームを通じて報告。
2021年1月、第2子（長女）の誕生を報告。
以降は長野県にて、カフェの経営やキノコ（白ヒラタケ）農家に転身した夫と共に実業家として営んでいる。

## 主な出演

### 雑誌
- ViVi
- JJ
- Saita
- CREA
- 東京カレンダー
- ネイルアップ
- Begin

他

### ファッションショー
- 東京コレクション
- YUMI KATSURA（桂由美）
- クラウディアブライダル

他

### CM
- ケロッグ『オールブラン』
- 興和『ナチュラート コーワ』
- 『zoff』
- マックハウス『ナノプラチナ 配合デニム』
- ユニリーバ『Rexena』
- au『パケット割』
- 日本コカ・コーラ『ダイエットコーク』

### 広告
- 佐藤製薬『Q10』　2006年4月～2007年9月
- マクドナルド　『メガマック』
- 青山商事　『洋服の青山』
- 『HABA化粧品』
- カシオ　『デジカメ』
- マイクロソフト　『Xbox』
- 日本リーバ　『LUX』
- 『au』
- 『Docomo』
- 『リーボック』

他

### バラエティ
- ロンブー淳のド田舎ハッピープラン（2023年2月26日、SBC信越放送）